# 色尔爵三世
教宗思齊三世（拉丁語：Sergius PP. III；？—911年4月14日）本名不詳，於904年1月29日至911年4月14日岀任教宗。
他谋杀了前任教宗良五世及其对手对立教宗思篤（Christopher）之后才得以即位。他的私生子之后也成为教宗，即若望十一世。这段时期聖座威信扫地，乌烟瘴气，因此又被称为娼妇政治（pornocracy）。

## 譯名列表
- ：梵蒂冈电台[永久]作。
- ：香港天主教教區檔案作思齊。
- 塞爾吉烏斯三世：大英百科全書線上繁體中文版[永久]作塞爾吉烏斯。
- 瑟吉厄斯三世：《世界人名翻譯大辭典》1993年版作瑟吉厄斯、塞尔吉乌斯。